# 陳庭詩
陳庭詩（1913年11月28日—2002年4月15日），筆名耳氏，福建長樂人，故宮研究員楚戈稱他是藝術上的「國寶」 ，前高雄美術館館長李俊賢和藝術評論家陸蓉之不約而同認為他就像是一部「美術史」。家族屬福州望族，八歲時因為嬉戲不慎從高處跌下，以致損壞聽覺。
生涯早期在躲避戰火同時也透過藝術救國，輾轉來台後又因為二二八事件的波及而暫停藝術創作。1957年開始以當時產量豐富的甘蔗板進行版畫創作，將甘蔗板的特性發揮至極致，版畫作品《蟄》在1970年獲得第一屆「韓國國際版畫雙年展」首獎。創作後期將重心轉至現成物雕塑，以《約翰走路》一作名列《二十世紀的藝術》一書〈鐵與空間大師〉篇章之中，在全球的二十世紀藝術史上留名。
一生創作版圖多元，以版畫、雕塑聞名，另有許多彩墨、壓克力、詩及書法作品。逝世前授權友人成立「財團法人陳庭詩現代藝術基金會」，首任董事長為鐘俊雄。另外，國立台灣美術館、台北市立美術館、高雄市立美術館、臺中市政府文化局、辛辛那提美術館、洛克菲勒基金會等皆有典藏其作品。

## 寫實木刻版畫時期
1937年，進入上海美專就讀，同年爆發七七事變。隔年，八年抗戰展開，陳庭詩以「耳氏」為筆名參與《抗敵漫畫》，後與宋秉衡等人共同主編《大眾畫刊》(隸屬於福建君管區國民軍訓處的機關刊物)。1942-1945間輾轉任職贛州「正氣中華出版社」編輯、「教育部巡迴戲劇教育部隊」繪畫與舞台設計。
1945年底，陳庭詩來到台灣，籌備隔年《和平日報》台中分社的創刊，擔任美術編輯。隔年4月10日，台中分社《和平日報》創刊，往後陳庭詩在其主編的〈新世紀副刊〉及〈每週畫刊〉專欄中，經常刊登諷刺時政漫畫，他還開闢〈汙吏別傳〉漫畫專欄。在其主編的版面時常可以看到黃榮燦的作品或文章與他的漫畫並置。同年與和平日報編輯王思祥相偕漫遊全島，在《和平日報》開闢「環島行腳見聞」連載，也為楊逵所辦的《文化交流》做美編並刊錄個人漫畫作品。
1947年二二八事件後，《和平日報》被政府查封，為了躲避查緝而返回中國任福州《閩星日報》編輯。1948年，應邀再度來台為台灣省立台北圖書館（今國立台灣圖書館）繪製巨幅《劉銘傳督建鐵路圖》油畫，後留任台灣省立台北圖書館任館員。1948至1949年間，大部分的木刻家都在風聲鶴唳下相繼離台，只剩黃榮燦與陳庭詩。1951年的白色恐怖時期，木刻家黃榮燦自師大教員宿舍被拖出逮捕，1952年被冠以叛亂罪在馬場町處決。任職於圖書館的1948至1957年間，是陳庭詩的沈潛時期，工作期間的大量閱讀西洋畫冊，對於後期抽象提煉與傳達提供了豐沃的土壤。

## 抽象表達時期
1957年，辭去圖書館的工作之後，重新投入創作。當年五月與東方兩畫會皆舉辦第一屆畫展，隔年在「第一屆中美現代版畫展」成功的鼓舞之下，於1958年與秦松、李錫奇、楊英風、江漢東、施驊共同創立「中國現代版畫會」。這時陳庭詩的版畫已開始具有現代抽象風格的雛形，1959年獲選以《陣雨》（驟雨）參加巴西第五屆聖保羅國際雙年展，一舉躍身國際。在畫會的成員的互相激勵、較勁當中，陳庭詩也漸漸以天地、日月星辰、生生不息循環等概念開啟自身獨特的創作風格。
1969年，陳庭詩以《蟄》在兩百多位藝術家的參展作品當中，獲得1970年第一屆「韓國國際版畫雙年展」首獎。這是由韓國《東亞日報》舉辦的首屆國際版畫展，由英、法、日、西德四國藝評家擔任評審，委員一致認為陳庭詩的作品深具東方精神特色，沈凝洗鍊、潛藏力感，評為「穿破黑暗的光明」。
在1971至1999年間，陳庭詩以湛藍的「星星的假期」系列、大紅的《新生》、《燈會》、紅黑對比的「晝與夜」系列、書法變奏的「夢在冰河」系列，達到一生版畫創作的高峰。其中，1976-1978 陳庭詩旅居美國，期間除了參與科羅拉多州政府議會大廈設計-「紀念華工移民開拓」的鑲嵌玻璃畫之外，也勤跑藝文機構、舉辦個展，獲評論家 James Mills 評論其作品『重為輕根，靜為燥君』。

## 現成物雕塑時期
1960年代末期，陳庭詩受到畢卡索現成物雕塑《公牛頭》的啟發，開啟現成物雕塑的創造。初時使用破銅、廢鐵、流木等拼湊而成。遷居台中太平之後，不斷搜集各種媒材進行現成物雕塑，時常會至高雄拆船工業區搜羅可以用來創作的廢船五金，先請當地工匠紀秋永處理後，再運回台中或高雄朋友家就近拼組廢鐵。
1996年12月，在台北市立美術館舉辦的「賽撒回顧展」當中，兩人首次相見。1998年，陳庭詩獲邀參加西班牙舉行的「鑄造一個空間」巡迴展，以《約翰走路》、《鳳凰》兩件作品參展。在包括畢卡索、貢薩列、奇利達、卡爾達、塞撒、丁格利等四十位各國重要金屬雕塑家的參展作品中共同展出。
1999年，《二十世紀的藝術》一書於〈鐵與空間大師〉的篇章之中，陳庭詩的名字及《約翰走路》與世界著名的雕塑家同列，陳庭詩是全書除了貝聿銘外，唯一的華人藝術家
2018年，臺中市政府文化局修復完歷史建築-太平買菸場後於此成立「陳庭詩紀念美術館」。

## 畫冊、相關著作
1. 陳庭詩版畫集	國立台灣藝術館	王紹清館長發行		1967
2. 六十年代台灣現代版畫展
3. 五月畫集	史博館	王宇清館長發行		May-70
4. 中韓現代版畫集				1977
5. The Meeting of Eastern and Western Art	加州大學	Michael Sullivan 著		1989
6. 陳庭詩美術作品集	台中縣文化中心			Jun-90
7. 陳庭詩美術作品續編	台中市文化中心			Sep-91
8. 1993中部雕塑展	台中市文化中心	林柏榕市長發行		Nov-93
9. 陳庭詩八十回顧展	台灣省立美館館			Dec-93
10.台中市第二屆露天雕塑大展作品賞析	台中市文化中心	林柏榕市長發行		May-94
11. 中華民國第一屆現代水墨畫展				1995
12. 現代雕塑五行展	玄門藝術中心			Jun-95
13. 陳庭詩鐵雕與現代詩對話	郭木生文教基金會			Sep-99
14. Art of the 20th Century	CHÊNE	Jean-Louis Ferrier		2002
15. 大音無聲	新苑藝術			2002
16. 大律希音	北美館	陳盈瑛		Oct-02
17. 陳庭詩遺作彙編	國美館			Apr-03
18. 陳庭詩	亞洲藝術中心			Nov-03
19. 神遊物外 陳庭詩	雄獅美術	鄭惠美著		Nov-04
20. 天問	高美館	蔡幸伶		Mar-05
21. 陳庭詩的幻想世界	台中市文化局	胡志強市長發行		Dec-05
22. 陳庭詩 耳氏傳奇人生	翁其華編輯			Aug-07
23. 陳庭詩	陳庭詩現代藝術基金會	謝聖隆著		2008
24. 出巡 陳庭詩創作校園巡迴紀念展	陳庭詩現代藝術基金會			Oct-08
25. 晝與夜 陳庭詩版畫中的天地觀	靜宜大學			Dec-08
26. 陳庭詩的無聲世界 出巡	中華大學			Jul-09
27. 出巡 II 陳庭詩創作校園巡迴紀念展	陳庭詩現代藝術基金會			Sep-09
28. 他方的他方 (辛卯版)	遠聲國際出版	王信著		2011
29. 滿庭詩意 陳庭詩逝世十周年紀念展	國美館			2012
30. 有聲畫作無聲詩	有故事出版	莊政霖著		Jan-17
31. 無聲有夢 典藏藝術行者陳庭詩	台中市文化局	莊政霖著		Dec-17
32. 大化衍行	台灣創價學會			Dec-17
33. 他方的他方 (己亥版)	遠聲國際出版	王信著		2019
34. 詩律．形變．玄機 陳庭詩 百秩晉十紀念展	台中市文化局  盧秀燕市長發行 白適銘著	Oct-22